# Вавра, Ярослав Раймунд
Ярослав Раймунд Вавра (чеш. Jaroslav Raimund Vávra; 8 марта 1902, Градец-Кралове, Австро-Венгрия — 5 мая 1990, Прага, Чехия) — чешский и чехословацкий прозаик, сценарист, путешественник. Псевдоним — JR Cekota.

## Биография
Родился в семье чиновника страховой компании. Брат кинорежиссёра Отакара Вавры. Несколько семестров изучал медицину в Брно.
С 1924 года работал редактором в нескольких пражских издательствах. Принимал участие в создании ряда киносценариев. С 1936 года вместе с Б. Вацлавеком был в числе основателей группы деятелей авангардистского искусства «Девятисил».
Совершил поездки почти по всей Европе. В 1931, 1937 и 1947 годах путешествовал по Северной Африке, в 1956 году побывал в Египте, Сирии, Ливане, в 1969 году — в Монголии.
В 1938—1945 годах — профессиональный писатель.
С 1945 по 1973 год работал на чехословацкой студии «Баррандов». С режиссером Пршемыслом Пражским написал сценарий для фильма «Батальон» (1926). В 1947—1948 годах участвовал в написании сценария кинофильма своего брата «Кракатит».
Автор ряда художественных, туристических и культурно-исторических книг о Северной Африке и её аборигенах берберах.

## Избранные произведения
- Láska Sáry Jensenové (роман, 1929)
- Petrolejáři (роман, 1930, 1937, 1951)
- Ahmed má hlad (роман, 1935)
- Země zadávená žízní (путевой очерк, 1939)
- Děti naší doby (роман, 1940)
- Arabská otázka (сборник хозяйственно-политических статей, 1940)
- Služebníci užiteční (1941)
- Tuareg, poslední Mohykán pravěkého člověka saharského (культурно-исторический труд, 1942)
- Prázdno mezi hvězdami (роман, 1944)
- Viděl jsem smrt (роман, 1945)
- Posel úsvitu (биографический роман, 1947)
- Zastřená tvář Afriky (сборник, 1948)
- Tvrdá pěst Tuáregů (роман, 1950)
- Huťmistr Rückl (исторический роман, 1952)
- Africké cesty (сборник, 1955)
- Na březích Nilu (культурно-исторические статьи и репортажи, 1958)
- Když kamení promluvilo (сборник, 1962)
- Zde jsou lvi. Hic sunt leones (сборник репортажей, 1964)
- Pět tisíc let sklářského díla (монография, 1953)
- Případ skláře Egermanna (исторический роман, 1975)